# پاسکال ایتر
پاسکال ایتر (انگلیسی: Pascal Itter؛ زادهٔ ۳ آوریل ۱۹۹۵) بازیکن فوتبال اهل آلمان است.
از باشگاه‌هایی که در آن بازی کرده‌است می‌توان به باشگاه فوتبال نورنبرگ و باشگاه فوتبال شالکه ۰۴ اشاره کرد.